# グリーン・エンサイン

グリーン・エンサイン(1800年末)

グリーン・エンサイン(1701年頃)

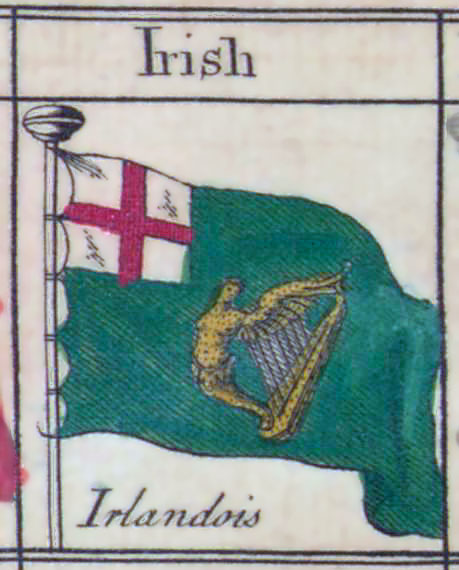
グリーン・エンサイン(1783年の旗一覧表)

グリーン・エンサイン(英語: Green Ensign)は17世紀～20世紀初頭まで、アイルランドの商用船で掲げられていた歴史上の旗である。この旗にはアイルランドを象徴する緑地に黄金のハープが描かれており、イングランドの国旗（白地に赤十字の聖ゲオルギウス十字）もしくはユニオンジャックを含んだカントンで構成されている。
この旗は、歴史上の旗一覧表によく登場している。以下に例を挙げると:
- 1685年 Downham's Flag Chart
- 1700年 Len's Flag Chart
- 1772年 French Encyclopédie
- 1783年 Bowles's Universal Display of the Naval Flags of all Nations
- 1799年 Flags of all Nations
- 1848年 Flaggen Aller Seefahrenden Nationen
- 1889年 Drawings of Flags of All Nations - British Admiralty
- 1917年 National Geographic Flag Book

この旗は、ブリテン諸島の間で何らかの地方における公式旗としての性格を有していたか、いくつかの商用船のみに用いられていた非公式の旗に留まっているのか、今日でも議論の的となっている。